# 世界摔角協會
世界摔角協會（英語：World Wrestling Association，簡稱：WWA），由小本傑明·莫拉（Benjamin Mora Jr.）於1986年建立，是總部設於墨西哥蒂華納的自由摔角推廣機構，曾經邀請到當時得令的摔角手加盟，如雷·密斯特里歐、L. A. Park、Juventud Guerrera等，它的比賽於1980年代下旬至1990年代上旬曾於福斯體育西班牙語台上轉播。至1990年代下旬，其大部分摔角手已轉會到世界冠軍摔角或其他國際性的推廣機構。